# Czesław Gniecki
Czesław Gniecki OFM (ur. 1 sierpnia 1953 w Lubomierzu) − duchowny katolicki, franciszkanin, doktor teologii duchowości, znawca franciszkanizmu, były prowincjał Prowincji Niepokalanego Poczęcia NMP w Krakowie, zwanej potocznie bernardynami.

## Życiorys
Czesław Gniecki urodził się 1 sierpnia 1953 w Lubomierzu w powiecie limanowskim w rodzinie Antoniego i Marii z d. Bożek. Do franciszkanów wstąpił w Prowincji Niepokalanego Poczęcia NMP 1 września 1973. Po ukończeniu rocznego nowicjatu złożył pierwszą profesję 2 września 1974. W czasie studiów filozoficzno-teologicznych złożył śluby wieczyste 4 października 1978. Święcenia kapłańskie przyjął 19 czerwca 1980.
Studia doktoranckie odbył w rzymskim Antonianum. Jest doktorem teologii duchowości. Był długoletnim wykładowcą Instytutu Studiów Franciszkańskich i Ośrodka Studiów Franciszkańskich PAT w Krakowie. Dwukrotnie był wybierany ministrem prowincjalnym swojej macierzystej prowincji zakonnej (lata 1993–1999 oraz 2005–2011). Rezydował w Krakowie. Po wygaśnięciu mandatu powrócił do pracy dydaktycznej w seminarium duchownym w Kalwarii Zebrzydowskiej.
20 maja 2016 został mianowany Wizytatorem Generalnym w Prowincji Matki Bożej Anielskiej w Krakowie, zaś w 2018 Wizytatorem Generalnym w Prowincji Wniebowzięcia NMP w Katowicach.

## Wybrane publikacje
- Zasady Formacji Franciszkańskiej. Czesław Gniecki OFM, Kazimierz Żuchowski OFM (tłum.). Kraków: Konferencja Zachodniosłowiańska Zakonu Braci Mniejszych. Sekretariat ds. Formacji i Studiów, 1998. ISBN 83-909736-1-8. Brak numerów stron w książce
- Hagiograficzne źródła franciszkańskie powstałe w XII i XIV w.. Kraków: Instytut Studiów Franciszkańskich, 2005. ISBN 83-919460-2-9. Brak numerów stron w książce
- Gino Concetti OFM: Jan Paweł II i wartości chrześcijańskie w Konstytucji Unii Europejskiej. Czesław Gniecki OFM (tłum.). Kalwaria Zebrzydowska: Calvarianum, 2007. ISBN 978-83-89432-54-4. Brak numerów stron w książce